# Dapr
Dapr (ang. Distributed Application Runtime) – wolne i otwarte rozproszone środowisko uruchomieniowe zaprojektowane do wspierania natywnych chmur obliczeniowych i bezserwisowego przetwarzania danych. Od 3 listopada 2021 roku jest projektem inkubowanym przez Cloud Native Computing Foundation. 

## Charakterystyka
Dapr kodyfikuje praktyki i wzorce tworzenia aplikacji chmurowych w formie niezależnych, otwartych API zwanych blokami, które służą potem do wykorzystania w docelowych aplikacjach. Każdy z takich bloków jest niezależny zarówno od pozostałych, jak i od platformy, na której docelowa aplikacja na być uruchamiana. 
| Aplikacja jako mikroserwis Serwisy napisane w Go, Python, .NET, … |                    |                            |                             |         |                       |               |
| ↕ ↕ ↕                                                             |                    |                            |                             |         |                       |               |
| HTTP API / gRPC API                                               |                    |                            |                             |         |                       |               |
| Wywołanie serwis-do- serwisu                                      | Zarządzanie stanem | Publikowanie i subskrypcja | Łączenie zasobów & triggery | Aktorzy | Rozproszone śledzenie | Rozszerzalne… |
| Dapr                                                              |                    |                            |                             |         |                       |               |
|                                                                   |                    |                            |                             |         |                       |               |
| Dowolna chmura obliczeniowa lub infrastruktura brzegowa           |                    |                            |                             |         |                       |               |

Dapr wykorzystuje architekturę motocykla z bocznym wózkiem – jest uruchamiany jako osobny kontener lub proces działając obok docelowej aplikacji. Nie jest konieczne integrowanie poszczególnych elementów Dapra w kodzie aplikacji, ale może ona korzystać z udostępnianego przez niego API poprzez HTTP lub gRPC. Obecnie wspieranymi językami oprogramowania są C++, C#, Go, Java, Javascript, Python, PHP oraz Rust. 